# Delphyre extensa
Delphyre extensa là một loài bướm đêm thuộc phân họ Arctiinae, họ Erebidae.